# Aéroport de Mthatha
L'aéroport de Mthatha (code IATA : UTT • code OACI : FAUT) est un aéroport desservant Mthatha (anciennement Umtata), une ville dans la province du Cap Oriental, province de l'Afrique du Sud. L'aéroport a été précédemment nommé K. D. Matanzima l'Aéroport après le Kaiser Matanzima, un président de l'ancien Transkei.

## Situation
'
| Bloemfontein Mthatha Skukuza Richards Bay Polokwane/Pietersburg Pietermaritzburg Prétoria-Wonderboom Ulundi Upington Pilanesberg Le Cap Phalaborwa Port Elizabeth Kruger Mpumalanga Kimberley Mala Mala Durban George Plettenberg · Bay Hoedspruit Jo'bourg-Lanséria Jo'bourg-OR Tambo East London |

Carte statique des aéroports d'Afrique du Sud.Carte dynamique des aéroports d'Afrique du Sud.

## Compagnies aériennes et destinations
| Compagnies | Destinations           |
| ---------- | ---------------------- |
| Airlink    | Johannesbourg OR Tambo |

Actualisé le 21/11/2023